# Mr.Menショー
『MR.MENショー』（The Mr. Men Show）は、イギリスの児童文学作家ロジャー・ハーグリーヴスの絵本シリーズ『ミスターメン』を原作としたアメリカのアニメシリーズ。
2008年2月4日よりアメリカのカートゥーン ネットワークやイギリスのチャンネル5にて放送が開始され、日本では2010年3月13日よりスカパーのカートゥーン ネットワークにて放送が開始された。2009年にはシリーズ2（邦題：『MR.MENショー2』）が企画され、両シリーズ合わせて全52話・104エピソードが製作された。

## 概要

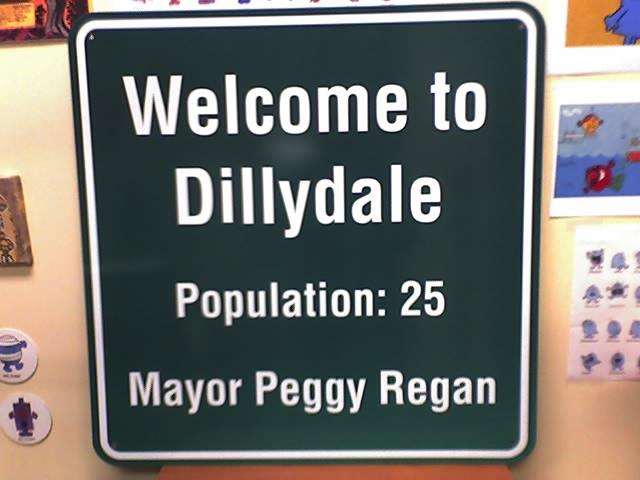
番組の舞台となったディリーデイルの標識。村長として番組プロデューサーのペギー・リーガンの名前が使われている。

MR.MENショーはカートゥーン ネットワークの数々のアニメシリーズ（ハイ!ハイ! パフィー・アミユミなど）を手がけたレネゲード・アニメーション（ロサンゼルス）が中心となって製作された。
前述の通りイギリスの絵本シリーズである『ミスターメン』が原作であるが、TVアニメ化に向けて数多くの変更が行われており、キャラクターの名前や容姿など、多くの相違点が存在する（各キャラクターの相違点は後述）。また、アニメオリジナルの要素としてミスターメンとリトルミスが同じ街（ディリーデイル）に住んでいることや、アニメオリジナルキャラクターの存在などが挙げられる（そのいくつかはネガティブな性格のリトルミスを同等の性格を持つミスターメンに置き換えたことで生まれたキャラクターである）。
本編の流れとしては、3〜4つのショートアニメで構成され、それぞれの間にキャラクターのダンスやミュージカルのシーンが挟まれることもある。スラップスティック・コメディ（いわゆるドタバタ劇）が全面に出されており、原作よりもかなり激しいギャグが多いことが特徴である。

## 登場人物
簡便のために「MR.MENショー」・「MR.MENショー2」を便宜上それぞれ「シリーズ1」・「シリーズ2」と略する。担当声優は日/米の順。なお、ナレーターは長嶝高士。
◎印を付したものはアニメオリジナルキャラクター、△印を付したものは原作からデザインが大幅に変更されたキャラクターをそれぞれ示す。
ハッピーくん / Mr. Happy
声：杉山紀彰 / Donald Corren
黄色くて丸い体をした、常に笑顔で陽気な男の子。どんな状況でもポジティブさを忘れず、不機嫌になることは一瞬でも稀である。一人称は「僕」。
人気TV番組『ディリーデイル・ショー』（Good Morning Dillydale）の司会進行役であり、医者をしていたりと多才。「おほほう！」と笑う。「素ん晴らしい！」（Wonderful!）が口癖。お隣さんは気難し屋くん。
原作では「ハッピーランド」(Happyland)という所に住んでいた。
ニコニコちゃん / Little Miss Sunshine
声：高木礼子 / Alicyn Packard
黄色い体に三つ編みのおさげ、ソバカスがトレードマーク。常に笑顔で魅力的な女の子。花や可愛いらしいデザインのものが好き。性格は穏やかで優しいが、少しマイペースな性格。一人称は「私」で、大好きなものを見ると「私〇〇が大好き！大好き大好き大好き！」と言う。
ハッピーくんと共に『ディリーデイル・ショー』の司会進行役をしている。『ディリーデイルショー』のクイズでバンジョーを演奏したり、木のトンネルに引っ掛かったしつれいくんのことをギターで歌ったりと、ギター系の弦楽器が得意のようである。怖いもの全般が苦手。上記の通り、
ドジドジくん / Mr. Bump
声：小野友樹 / Paul Greenberg
包帯が巻かれた青く丸い体の、ドジで頻繁にケガをする不運な男の子。だが実際のところは自分のミスではなく、他人（主にへまこちゃん）の行動に巻き込まれて悲惨な目に遭うことがほとんどである。一人称は「僕」。
彼の自宅の屋根や車も包帯を巻いたようなデザインである。口癖は「何でこうなるの？」や「（ああ、もう）最悪」。お隣さんはへまこちゃん。オープニングのタイトルコールを担うなど、作中での活躍は非常に多い。
なお原作では、出会ったものには必ずぶつかってしまうなど、ほとんどが自発的なミスである。
むぼうちゃん / Little Miss Daredevil◎
声：中島絵美 / Katie Leigh
怖い物知らずで常にスリルを求めている女の子。黄色い体でヘルメットを常に着用している。髪はセミロングの赤毛。宇宙飛行士で、自家用のロケットを持っている。しょっちゅう月まで旅行しているらしい。小型ロケットが内装されたブーツを履いているため、基本的には歩かず飛行している。
『便利な機械たち』ではタイムマシンを発明するなど、機械に強い。また同パートでのしつれいくん曰く、「正義のヒーロー」気質。一人称は「あたし」。
しつれいくん / Mr. Rude
声：野中秀哲 / Joey D'Auria
人に失礼な事をすることと、そんな自分が大好きな男の子。三角形で赤みの強いオレンジ色、横幅が大きな体をしている。人前でオナラやゲップをすることが趣味。自宅の玄関のチャイムもオナラのような下品な音がする。その際には「しつれいくん！」と、ディリーデイル村の住民から注意されることも。『 毎日のお洗濯！』では、ハートマークのついたパンツを愛用している。
お隣さんはいばりんぼちゃん。一人称は「俺」（ただし初回登場時のみ「僕」）。
原作では体が楕円形で、シルクハットを被っている。
怠け者くん / Mr. Lazy△
声：川原慶久 / Phil Lollar
面倒臭がり屋の男の子。帽子を被っており、目が隠れている（一度だけくよくよくんが帽子を入れ替えた際に目が見えるシーンがある)。黄緑色の体で珍しく首がある。
基本的に、その場から動くことすらしたくないほどの面倒臭がり屋だが、ミュージックビデオなどでダンスをしている描写がある。一人称は「僕」。
原作ではピンク色の体で鼻が大きく、首はない。
サイナンちゃん / Little Miss Calamity◎
声：近江知永 / Prudence Alcott
よくトラブルを起こす女の子。機械にめっぽう弱く、彼女が触れた機械は確実に故障もしくは暴走する。ドジドジくん同様、他人の行動に巻き込まれてしまうパターンが多い。口癖は「災難ばっかり！」。外ハネの強いセミロングの茶髪で、オレンジ色の体。住んでいる家は崖の上にあり、その土台基礎部分は半分程度が崖からはみ出ている。一人称は「あたし」。
シーズン2には登場しないが、しずかくんのツリーハウスにおたすけちゃんがサイナンちゃんを象った銅像を持ち込む場面がある。
ごちゃごちゃくん / Mr. Messy
声：川原慶久 / Peter Rida Michail
ピンク色で毛玉のような体をしている、汚いものが大好きな男の子。不潔な場所にある食べ物も平気で食べる。家は散らかし放題でゴミ屋敷のようになっている。掃除やお風呂が大嫌いだが、例外として歯磨きは好きらしい。靴下にサンドイッチやチーズを入れて着用・保管することが趣味。お隣さんはキチョウメンくんで、彼とは誕生日が同じ。
口癖ではないが、「やっぱこうでなくっちゃ！」、「すっげえ！」と多く言うシーンがある。一人称は「僕」。
原作では靴の描写はなく、手足が体と同じごちゃごちゃに描かれている。
へまこちゃん / Little Miss Whoops△
声：小橋知子 / Alicyn Packard
あらゆる仕事に「あたし（こう見えても）プロなんだからね」と「プロ」という言葉に強調して言い張るが、必ず騒動を巻き起こす女の子。主にドジドジくんを巻き込んでいる。青く丸い体で、頭にピンクのリボンをつけているが、リトルミスたちの中で唯一髪の毛がない。またメガネをかけており、外すとほとんど何も見えなくなる。口癖は「あちゃ！」（Whoops!）。一人称は「あたし」。
原作ではリボンとメガネがなく、ドジドジくん同様包帯グルグル巻きで、髪の描写がある。また原作のエピソードでは、ドジドジくんとは兄妹関係であることが記されている。
いたずらっこちゃん / Little Miss Naughty
声：近江知永 / Alicyn Packard
悪戯好きで常に誰かに悪戯しようと目論む女の子。だが失敗して自分がひどい目に遭うこともしばしば。スミレ色の体にピンクのツインテールが特徴。一人称は「あたし」。
口癖は「あたしってば、ほ〜んといたずらの天才よね！」（Sometimes I just can't help myself!）。
原作では髪の描写はなく、より大きなリボンをつけている。
コチョコチョくん / Mr. Tickle
声：小野友樹 / Jeff Stewart
常に誰かをくすぐろうとする男の子（ターゲットは主に気難し屋くん）。腕が非常によく伸びる。悪戯好きだが、明るく基本的に善良。オレンジ色の丸い体で青い帽子を被っている。口癖は「こういう時はコチョコチョだよね〜ん」（Somebody needs a tickle!）。一人称は「僕」。
原作では最初に生まれたMR.MENキャラクターであり、普段から腕が長い設定。
びびらせちゃん / Little Miss Scary
声：中島絵美 / Susan Balboni
常にモンスターの仮面を何種類か携帯し、誰かを驚かせる事を趣味とする女の子。怖いことが何より大好きで、怖がらせられることも好き。自宅もホラー映画の洋館のような外観で、大量のコウモリを飼っている。赤い体に刺々しい髪型と鼻を鳴らす独特な笑い声が特徴。また、寝ている時のいびきがかなりうるさく、隣近所にも響くぐらいである。お隣さんはくよくよくん。
口癖は「怖いの大好き!」（I love fear!）。怖くないものに対しては「そんなの怖くない!」と文句をつける。「メイベル」という巨大なハムスターを飼っている。
みんながビックリするため、マジックちゃんの突然現れたり消えたりする演出を気に入っている。一人称は「あたし」。
ぴょんぴょんくん / Mr. Bounce
声：野中秀哲 / Donald Corren
常に飛び跳ねている楽天家な男の子。何かにぶつかると必ずいつの間にかどこかに飛んで行ってしまう。飛び跳ねる体のせいでたまにディリーディル村の住人にボールとして扱われてしまう事もあるが、本人は楽しんでいる様子。
ハッピーくんに似た黄色の丸い体で、濃いピンク色の帽子を被っている。体は一回り小さい。一人称は「僕」。
原作での大きさは人間の手のひらサイズ。
力持ちくん / Mr. Strong△
声：川原慶久 / Phil Lollar
体格が良い男の子。ボディビルダーのような逆三角形の赤い体。背もかなり高い。名の通り怪力（指1本でモンスタートラックを動かしてしまうほど）だが、力の加減が出来ず建物の壁や他人の物をよく破壊してしまう。口癖は「ああ、やっちまった」。一人称は「俺」。
公式サイトのミュージックビデオでは、多数のリトルミスにモテている描写がある。
原作では四角い体で帽子を被っている。
おたすけちゃん / Little Miss Helpful
声：小橋知子 / Katie Leigh
正義感が強い女の子。誰かの役に立とうと奮闘するが、いつも失敗ばかり。また、それについての自覚がない。濃いピンク色の体に金髪のツーサイドアップが特徴。口癖は「お役にたてて嬉しいわ（たてたかしら？）」。
原作ではおしゃべり好きちゃんと同じ髪型で、ウェストポーチが無い。
しずかくん / Mr. Quiet△
声：岐部公好 / Paul Greenberg
平穏を好む男の子だが、周りの騒動に頻繁に巻き込まれてしまう。危険を最初に察知することが多いが、大抵は他のディリーディル住人に知らせようとしても話を聞いてくれない。
趣味は読書と自宅の日本庭園で行うヨガ。うるさいくんとは家が隣同士で、よく彼の騒音に悩まされている。水色の丸い体で、頭の真ん中に垂直のクセ毛が生えている。一人称は「僕」。
原作では体は茶色で、体のサイズは小さめ。
スモールくん / Mr. Small△
声：江口拓也 / Phil Lollar
身体が小さい男の子。紳士的で異様に高いシルクハットを被っている。口癖は「そいつはすっごい！」。知りたがりくんと常に行動を共にし、一緒に住んでいる。
一人称は「僕」。
原作では体の色が赤く、帽子の形状も異なるほか、スモールくんの女の子バージョンとも呼べる「Little Miss Tiny」という親友がいる。
知りたがりくん / Mr. Nosey△
声：佐藤晴男 / Rick Zieff
好奇心旺盛で、どうでも良い事や他のキャラの生活に興味を示す男の子。スモールくんと一緒に暮らしている。自宅には巨大な望遠鏡がある。黄緑色で空豆のような体。一人称は「僕」。
原作では濃い緑色で、鼻が非常に長い（"Nosey"と"Nose"を掛けている）。
気難し屋くん / Mr. Grumpy
声：佐藤晴男 / Donald Corren
常に不機嫌でイライラしている。青く四角い体で、深緑の帽子を被っている（この帽子は彼のお気に入りであり、家に沢山のストックがある）。周囲の住民との馴れ合いを嫌悪する節があり、彼の自宅の前には「進入禁止」などの標識が大量に設けられている。痛い目に遭うと少し改善するらしい。よく鳥にフンをかけられているせいか、鳥が大嫌いである。
普段からしかめっ面で笑うことが少ない（機嫌がいいときなどを除く）。腕を組んだり、腰に手を当てる癖がある。テレビが好きでよく釣りの番組を見ている。また趣味も釣りである。しかし朝早く起きるのは苦手らしい。口癖は「まったくけしからん！」（Oh, Crooked Cucumbers!）。原作だとお隣さんはハッピーくん。一人称は「私」（ただし、エピソードによっては「俺」という場面もある）。
原作では、挨拶してきたハッピーくんに文句を言ったあと足を踏んづけるなど、アニメ版よりきつめの性格だった。また、特徴である太い眉毛がない。
がんこくん / Mr. Stubborn◎
声：岐部公好 / Godfrey Danchimah
極度の自信家で頑固者。ツツジ色の丸い体に、後頭部の右側から長いクセ毛が伸びている。誰の助言に対しても聞く耳を持たず、また誰を相手にしても態度が一貫している。他人から指図されることを嫌う。一度決めたことや約束事は何があっても守る（あるいは守らせる）。気難し屋くんと同じく腕を組むことが癖で常にしかめっ面。どんな緊急事態でも慌てることがない。トランプが趣味。口癖は「この〇〇は安物だ！」（This ○○ is cheap!）。一人称は「俺」。
原作における同名の女の子「がんこちゃん」（Little Miss Stubborn）に相当するキャラクターであるが、体の色や髪型が若干異なる。
キチョウメンくん / Mr. Persnickety (シーズン2ではMr. Fussy)
声：高桑満 / Joey D'Auria
緑色の体に真ん中分けのショートヘアと小さな丸メガネ、綺麗に揃えられたヒゲがトレードマーク。名前の通り几帳面かつ神経質な性格。潔癖症で、自宅はもちろんガレージでさえ葉っぱ一枚落ちていることすら許せない。映画館の座席やコンサートホールのピアノなど、公共施設の備品に関しても予め自分で掃除しないと触ることができず、そのためか洗剤や布巾を携帯している。不潔をモットーとするごちゃごちゃくんと家が隣同士であるゆえ、不幸と気苦労が絶えない。前述の通り、誕生日も一緒である。一人称は「私」。
シリーズ1では体色が黄緑色だったが、シリーズ2で少し濃い緑に変更された。
くよくよくん / Mr. Nervous◎
声：佐藤晴男 / Rick Zieff
些細な危険ですら激しく怯える小心者の男の子。妄想癖が（主に被害妄想）強い。怯えが達すると自分の声を録音で残そうとする場面やその場で気を失う事も。
紫の体に大きなメガネが特徴で、しょっちゅう内股になる。びびらせちゃんの主なターゲット。なお、びびらせちゃんとは隣同士。一人称は「僕」。
おしゃべり好きちゃん / Little Miss Chatterbox
声：高木礼子 / Katie Leigh
一度、しゃべり出すと止まらないおしゃべりが大好きな女の子。赤みの強いピンク色の体に金髪でシニョンのような髪型が特徴。自宅は電話のような形になっており、「フェザーちゃん」というカナリアや「ピーマンちゃん」というオウムを飼っている。ニンジンが苦手らしい。一人称は「あたし」もしくは「私」。
おっちょこちょいくん / Mr. Scatterbrain◎
声：長嶝高士 / Joey D'Auria
忘れっぽくて能天気な男の子。様々な種類のペットを飼っている。そのためおっちょこちょいくんが出るたびに猿やペンギンなどペットが出てくる事が多い。おしゃべり好きちゃんと似た色の、洋梨のような体が特徴で青い帽子を被っている。独特な喋り方をする。一人称は「僕」。
がんこくん同様、原作における同名の女の子「おっちょこちょいこちゃん」（Little Miss Scatterbrain）に相当するキャラクターであるが、体の色の赤みが強く、目が隠れている。
うるさいくん / Mr. Noisy
声：江口拓也 / Richard Epcar
常にメガホンを持って会話をする騒がしい男の子。メガホンがなくても声は大きい。歩くときの音もうるさければ、食べ物を咀嚼するときもうるさい。また寝ている時のいびきもうるさい。その他、規則（ルール）にもうるさい。赤く丸い体をしており、登山時に履くような大きな靴を履いている。お隣さんはしずかくん。家はCDラジカセの形をしている。一人称は「僕」。
原作では、メガホンを所持していない。

### シーズン2の新たな登場人物
マジックちゃん / Little Miss Magic
声：西村知美 / Prudence Alcott
誰かが困っていると、どこからか突然現れて、魔法で助けてくれようとするけれど、たいていは失敗しちゃう。でもめげずに成功するまで挑戦しつづけるがんばり屋さんの女の子。
魔法を唱える時には「魔法よ魔法よいざいでよ！」と言うが、2回目の時は「ミウマウモウ！プニパニポウ！」という事も。
口癖は「時々、自分でもびっくりするくらいうまくいくの！」、「ジャジャーン！」。
原作だと体の色がオレンジから黄土色であり、アニメーションで付けている帽子と魔法の杖は持っておらず、頭の上に緑色のリボンがある。また移動の際は、車のようなヘッドライトのついた魔法のじゅうたんに乗っていた。
クスクスちゃん / Little Miss Giggles
声：近江知永 / Reba West
とにかく笑うのが大好き。そして一度笑うと止まらない。どんなシリアスな状況でも、子どもみたいに笑うクスクスちゃんにつられて、周りのみんなも笑い出してしまう。青色で髪は赤毛のストレート、黄色の小さいリボンを頭の両側に結んでいる。
良く何かの相談所の受付係になる。笑いすぎるとその場に座りこむか、後ろにひっくり返る。
いばりんぼちゃん / Little Miss Bossy
声：高木礼子 / Cheryl Chase
いつでもどこでも誰にでも大きな態度は変わらない。自分の信じた道をなにがなんでもつき進むマイウェイな女の子。青色で目にはまつ毛が描かれており、白い花のついた赤い帽子を被っている。お隣さんはしつれいくん（『お隣さん』でしつれい君が彼女の家の前に無断駐車するシーンで判明）。
原作のLittle Missシリーズで最初に作り出されたキャラクターでもある。
おもしろくん / Mr. Funny
面白いことをする黄緑色の男の子。ラッパを持ってプップッと言っている。基本的には音のみで台詞はない。体の向きに応じて、かぶっているシルクハットが「く」の字形に折れ曲がる。
原作では、他のキャラと同様にセリフがあり、体の形は丸く、蝶ネクタイがない。
のっぽくん / Mr. Tall
声：杉山紀彰 / Godfrey Danchimah
ディリーデイル村で一番背が高い青色で足が長い男の子。性格は親切丁寧で、自分より背の低い相手には身をかがめる。基本的にシーンに出てくるだけで台詞はない（『バカンスに出かけよう』を除く）。
原作では帽子を被っていない。一人称は「僕」。
好奇心いっぱいちゃん / Little Miss Curious
声：小橋知子 / Cheryl Chase
名前の通りいつも好奇心いっぱいな、オレンジ色の黄色い髪の女の子。基本的にセリフはない（『 木の上で』の一場面などではセリフがあった）。
登場しているシーンはあるものの、日本版のカートゥーン ネットワークのシーズン2では新しい登場人物としては載せられていない。
原作では体の形は丸く、鼻とそばかすの描写がない。また、「なんで？なんで？」とあまりにも人に質問を繰り返すため、周りのみんなが迷惑してしまうこともしばしば。

## サブタイトル

### シーズン1（MR.MENショー）
タイトルコール時の画面は国によって異なり、日本ではハッピーくんとニコニコちゃんがタイトルから顔を出している独自の物となっている。
1. 病院にて / 雨の日は…
2. 夏の暑い日 / ショッピング・モール
3. おやすみなさい / みんなでダンス！
4. それぞれのシュミ / 列車のたび
5. みんなのコレクション / 読書のススメ
6. 建設ブーム / 映画館に行こう！
7. たのしい庭仕事 / やくに立つ発明
8. 音楽がいっぱい / キケンなぼうけん
9. 海辺の一日 / 湖の休日
10. 洗車でピカピカ！ / ボートをこごう！
11. 大空のたび / みんなとキャンプ！
12. ゆかいなおまつり / 遊園地でスリル！
13. 魚を釣ろう！ / 色のある生活
14. 缶詰のなかみ / スポーツのススメ
15. 初めての仕事 / 雪のふる日
16. 楽しい雑用 / 虫は友達
17. スーパーマーケット / 夜のくらやみに
18. 満月の不思議 / おしゃれなレストラン
19. すばらしい科学博物館 / 大好きなガーデニング
20. ホテルへようこそ！ / 車でドライブ
21. ファーストフード / ゆかいな農場
22. パレードの季節 / スポーツのルール
23. まっくらなやみ / おいしい料理
24. 観光ツアー / みんなで祝おう！
25. 野生生物とのふれあい / にぎやかなサーカス
26. トクベツなお誕生日 / 優雅な船たび

### シーズン2（MR.MENショー2）
1. ピクニックに出かけよう！ / ドライブを楽しもう！
2. 宇宙を旅しよう！ / 歯をみがこう！
3. 空港の一日 / すてきな靴
4. 芸術に夢中 / 大好きなクイズショー
5. 便利なガレージ / 大切なメガネ
6. 夢のオモチャ / 愛する爬虫類
7. 太陽と月 / 電話をかけよう！
8. 海岸ですごそう！ / 毎日のお洗濯！
9. お気に入りの帽子 / 役に立つロボット
10. 楽しいパーティー！ / 上がったり下がったり
11. レストランで食事 / うれしいプレゼント
12. くしゃみとしゃっくりが止まらない / おいしいフルーツ
13. 楽しいラジオ / スーパーのお仕事
14. 超高層ビルのお仕事 / 快適な映画館
15. 色々な乗り物 / 時計のお話
16. すてきな郵便配達 / 大切なペット
17. ダンス、ダンス、ダンス / 木の上で
18. 図書館で学ぼう / 海賊に気をつけろ！
19. ドロネバ注意報 / 列車と空の旅
20. 海へこぎ出そう / お隣さんと仲良く
21. 楽しいランチ / 便利な機械たち
22. 妖精とノーム / お家のリフォーム
23. 鳥と友達 / アワアワがいっぱい！
24. ビーチであそぼう / 公園に集まろう！
25. ビックリサプライズ！ / バカンスに出かけよう
26. お天気の悪い日には / 招かれざる客